# Canyon Overlook Trail
Pour les articles homonymes, voir Canyon (homonymie).
Le Canyon Overlook Trail est un sentier de randonnée du comté de Washington, dans l'Utah, aux États-Unis. Protégé au sein du parc national de Zion, ce sentier construit selon le style rustique du National Park Service est lui-même inscrit au Registre national des lieux historiques depuis le 14 février 1987.